# Historia de los judíos en Eslovaquia

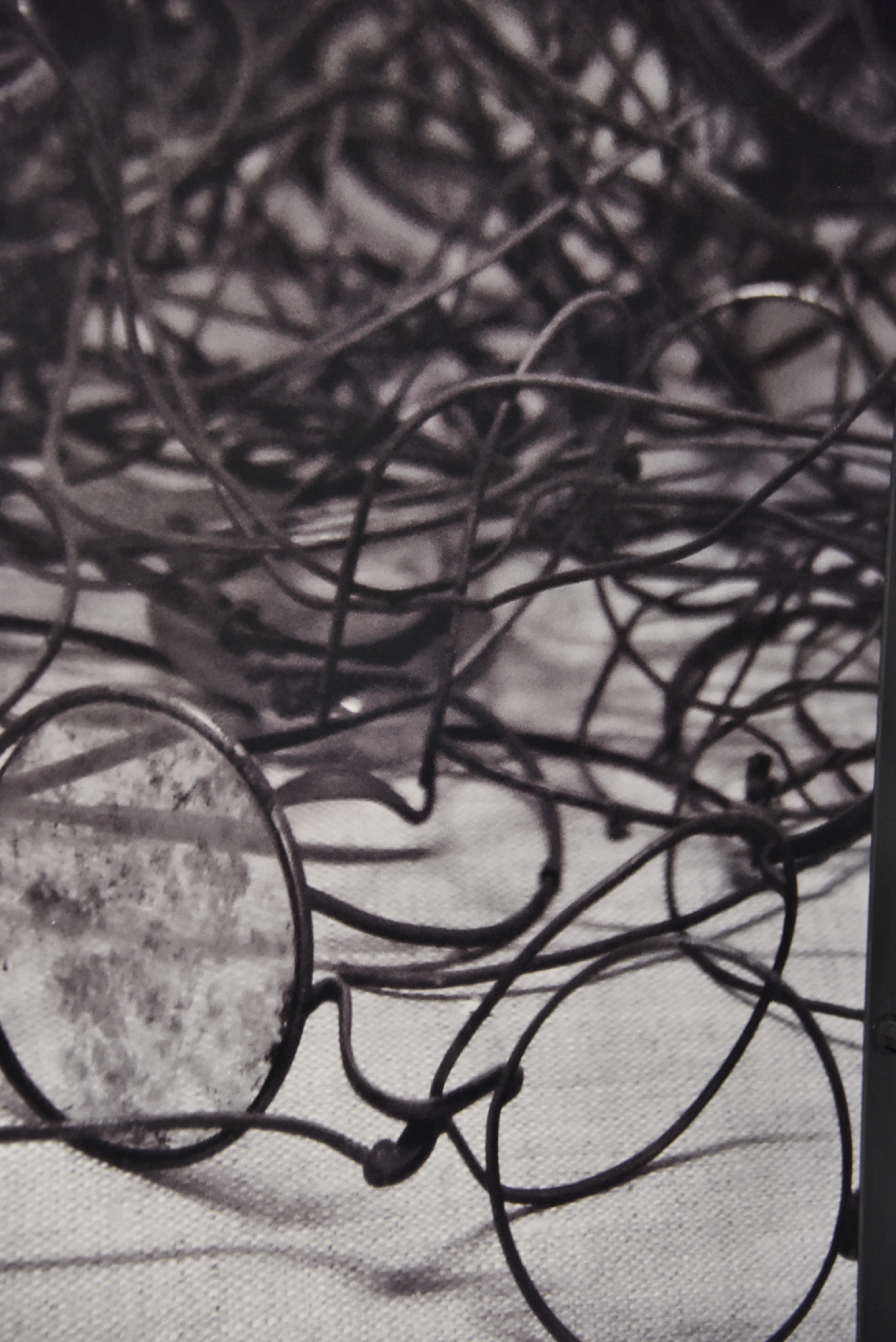
Imagen del Museo del Holocausto en el campo de concentración de Sereď

La historia de los judíos en Eslovaquia coincide con la historia de los judíos en Hungría durante un período de casi mil años, ya que Eslovaquia formó parte del Reino de Hungría hasta 1918 y estaban mayoritariamente en la Alta Hungría u Oberland (en eslovaco: Horná Zem, en húngaro: Felvidék o Felföld). En consecuencia, los judíos de esta región fueron llamados Oberländer. Después de la fundación de Checoslovaquia (28 de octubre de 1918) los judíos checos y eslovacos recibieron plena igualdad legal. Desde el verano de 1940, los judíos en Eslovaquia fueron cada vez más perseguidos, y alrededor de 70 000 de ellos fueron víctimas del Holocausto.

## Reino de Hungría hasta 1918
Existen indicios de la existencia de judíos en la actual Eslovaquia desde mediados del siglo XIII. Desde la Edad Media en adelante, una serie de comunidades judías florecientes (en latín: communitates Judaeorum) son mencionadas en documentos históricos contemporáneos y en la literatura rabínica. Las más conocidas son Bratislava, Senica, Trnava, Nitra, Pezinok y Trencin. En el siglo XIV, la comunidad de Pressburg contaba con 800 judíos, que formaban un organismo político autónomo encabezado por un líder comunitario. Algunos judíos de esta región se dedicaban a la agricultura y la viticultura, pero la mayoría se dedicaba al comercio y al préstamo. En 1494, tras alegatos antisemitas de libelo de sangre, los judíos de Trnava fueron condenados a ser quemados en la hoguera. La misma acusación se presentó contra los judíos de Pezinok en 1529, ya que el gobernante de la ciudad tenía deudas pendientes con ellos. En esta ciudad 30 de los acusados también fueron quemados en la hoguera.
Tras la Batalla de Mohács (1526), los judíos fueron expulsados de las ciudades y se establecieron en las aldeas circundantes. Recién en el siglo XVII y principios del XVIII fue que los judíos se encontraron nuevamente en mayor número en las fincas de los nobles húngaros, como por ejemplo las familias Pálffy, Esterházy, Pongrácz, y otras, quienes los pusieron bajo su protección y les concedieron algunas libertades.
En ese momento hubo constantes conflictos con los habitantes de la ciudad, especialmente con los representantes de los gremios, en su mayoría de origen alemán, que les impedían el acceso a las ciudades y el ejercicio del comercio por parte de los competidores judíos.
Las patentes de tolerancia, concedidas en el curso de las Reformas Josefinas, mejoraron algo la situación, pero no fue hasta alrededor de 1840 que los judíos recuperaron el derecho a residir en las ciudades. Según el censo de 1785, el municipio de Bratislava era el más grande de Hungría en ese momento, seguido en segundo lugar por Nové Mesto nad Váhom.

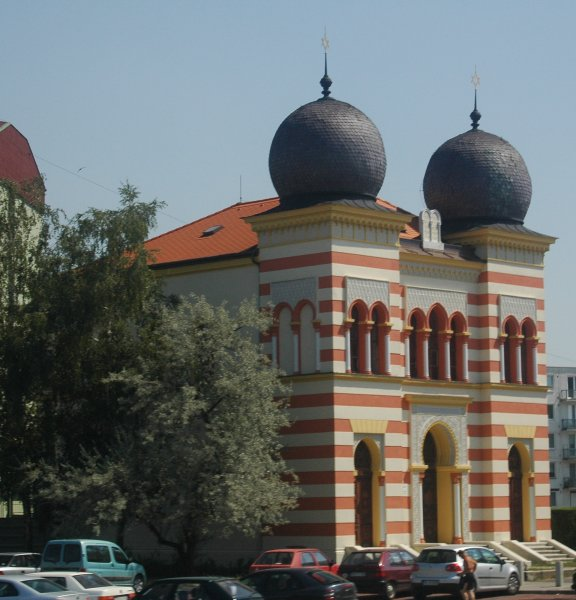
Sinagoga en Malacky, construida en 1886. Actualmente sirve como centro cultural

En el siglo XVIII hubo una ola de inmigrantes judíos de Moravia, que buscaron refugio de las discriminatorias leyes familiares aprobadas por Carlos VI en 1726, las que establecían la cantidad maxima de judíos en Bohemia, Moravia y Silesia. Su derecho a casarse y el derecho de residencia estaban sujetos a numerosas restricciones. Los nuevos inmigrantes establecieron escuelas judías en Pressburg, Huncovce y Vrbové. En el siglo XIX la Yeshivá de Pressburg, creada alrededor de 1700, asumió un papel destacado, particularmente a través de la influencia del rabino ortodoxo Moses Sofer.
Chatam Sofer (1762–1839) fue un rabino del siglo XIX conocido más allá de las fronteras del país, quien fue gran rabino en Bratislava durante 33 años. En 1942, la comunidad judía logró preservar la tumba de Chatam Sofer y varios otros rabinos. Alrededor de las tumbas se construyó un elaborado sarcófago de hormigón. Cincuenta años después, la reconstrucción comenzó por iniciativa del "Comité Internacional de Genoai", una asociación de Nueva York.
Aunque no oficial, la emancipación de los judíos eslovacos —hasta entonces no tan integrados en la sociedad como los judíos de Bohemia y Moravia— tuvo lugar en 1896 como parte de la emancipación de los judíos húngaros. A su vez, el auge del nacionalismo eslovaco a finales del siglo XIX coincidió con el surgimiento del sionismo. De hecho, de los 13 grupos sionistas establecidos en lo que entonces era Hungría después del Primer Congreso Sionista en 1897, siete estaban en la actual Eslovaquia (Bratislava, Nitra, Presov, Košice, Kezmarok, Dolný Kubín y Banská Bystrica). En 1903 se celebró en Bratislava el primer Congreso Sionista Húngaro, y en 1904 el primer Congreso Mizrachi. Las actividades sionistas se paralizaron durante la Primera Guerra Mundial y solo se reanudaron después del establecimiento de Checoslovaquia.

## Primera República Eslovaca
Tras del colapso de la monarquía de los Habsburgo, se fundó Checoslovaquia en 1918. Eslovaquia no tenía un estatuto de autonomía, que recién lo recibiría en 1938. Los actuales estados, República Checa y Eslovaquia, tienen una historia común a lo largo de períodos históricos.
Durante la República Checoslovaca (ČSR), los judíos pudieron sentirse ciudadanos libres. Pero en 1938 la autonomía parcial eslovaca promovida por Alemania puso fin a la normal vida civilizada de los judíos eslovacos y los extranjeros de fe judía en Eslovaquia.
Unos meses después del Acuerdo de Munich de 1938, el 14 de marzo de 1939 el aplastamiento del "resto de Chequia" con la independencia de la (Primera) República Eslovaca, la Ucrania de los Cárpatos, y el 15. Marzo, la ocupación de Bohemia por la Wehrmacht alemana con el establecimiento del "Protectorado de Bohemia y Moravia". A medida que avanzaba la ocupación, casi toda la población judía del Protectorado fue internada en el gueto de Theresienstadt y desde allí deportada en su mayoría al campo de concentración de Auschwitz-Birkenau. De los aproximadamente 82 000 judíos del Protectorado deportados, solo unos 11 200 sobrevivieron al Holocausto.
En el censo de 1930, 136 737 judíos vivían en Eslovaquia (4,11 % de la población total). Los judíos eslovacos vivían en 1435 de las aproximadamente 2700 comunidades y pueblos. Según Rothkirchen, había 167 Israelitische Kultusgemeinde en Eslovaquia. Las comunidades judías más grandes fueron las de Bratislava (unas 15 000 personas), Nitra (4358), Prešov (4308), Michalovce (3955), Žilina (2917), Topoľčany (2459), Trnava (2445), Bardejov (2441), Humenné (2172) y Trencin (1619). Después del primer arbitraje de Viena el 2 de noviembre de 1938 y la ocupación de partes del sur de Eslovaquia por las tropas húngaras, alrededor de 89 000 judíos permanecieron en Eslovaquia.
La base ideológica para la implementación de medidas antijudías por parte del Partido Popular Eslovaco del sacerdote católico Andrej Hlinka y sus partidarios fue la tesis de que los judíos eran «archienemigos del estado y el pueblo eslovacos».
El 19 de septiembre de 1941, el ministro del Interior del Reich decretó que todos los judíos en la esfera del nazismo en el futuro tendrían que llevar una estrella de David en su ropa exterior en un lugar claramente visible. Decretos similares se habían emitido dos años antes en el Gobierno General de Polonia. Desde octubre de 1941, Heinrich Himmler prohibió a todos los judíos abandonar el Reich alemán. A partir de entonces eran sistemáticamente registrados por la policía (oficinas de registro, tarjetas de identificación separadas) y, como paso siguiente, aislados de los no judíos en apartamentos separados (Judenhaus). El 15 de octubre de 1941, después de varios otros intentos, comenzó la deportación masiva y sistemática de judíos alemanes al Este. Pronto se tomaron medidas similares en Eslovaquia.

### Persecución y deportaciones
Eduard Nižňanský describe la persecución, las medidas de robo y los asesinatos en cinco fases que pueden presentarse por separado, pero que a veces tienen transiciones parciales. Esencial para estas fases es el acceso más o menos directo de los gobernantes alemanes a la policía de la Primera República bajo Jozef Tiso y la ocupación militar del país después de septiembre de 1944.
1. Desde el 6 de octubre de 1938 al 14 de marzo de 1939 – la etapa preparatoria:
como lo describe Nižňanský. Durante el período de autonomía, tuvo lugar en Eslovaquia un debate predominantemente ideológico sobre la "solución de la cuestión judía". Por un lado, la línea conservadora-moderada en torno a Tiso y, por otro lado, la línea radical-fascista en torno a Vojtech Tuka, quien luego se convirtió en primer ministro, y Alexander Mach, el jefe de la Guardia Hlinka. Los radicales querían resolver la cuestión judía lo más rápido posible en la línea de la expatriación en Alemania. El llamado Comité Sidor elaboró leyes antijudías (decretos gubernamentales) para este propósito. La primera ola de deportaciones se produjo en noviembre de 1938. Se interpreta como una reacción a las pérdidas territoriales de Eslovaquia como resultado del Primer arbitraje de Viena a Hungría . Los judíos son responsables de la pérdida de territorio, por lo que también deberían pagar por ello. En noviembre de 1938, el gobierno autónomo pro forma hizo deportar a unos 7500 judíos de Eslovaquia al área para ser cedida a Hungría.
2. Entre el 14 de marzo de 1939 hasta agosto de 1940, los ciudadanos judíos perdieron sus derechos:
En abril de 1939, se adoptó la primera definición de judíos eslovacos basada en principios confesionales y se promulgaron leyes que excluían a estos judíos de la vida pública y económica. Después de la “Ley 113/1940”, las empresas se arianizaron .
3. De septiembre de 1940 a octubre de 1942 – presencia del asesor alemán en cuestiones judías:
Dieter Wisliceny, SS Hauptsturmführer y confidente de Eichmann; persiguió el plan para resolver el problema social creado por la expropiación de los 89 000 ciudadanos judíos por la “emigración” de los desposeídos o su exilio. Esto no era otra cosa que la deportación a los campos de exterminio. En septiembre de 1940, el parlamento eslovaco otorgó poderes al gobierno para resolver la cuestión judía en el plazo de un año. Durante los siguientes 12 meses, se emitieron más de 300 decretos y pronunciamientos, privando sistemáticamente a los residentes judíos de sus derechos económicos y civiles. Para ello, se creó la Oficina Central de Economía (Ústredný hospodársky úrad) para las arianizaciones. Los judíos tenían que unirse a una afiliación forzada (Ústredňa Židov). Los esfuerzos por establecer guetos judíos y grandes campos de trabajo fueron rápidamente abandonados. La siguiente etapa de las deportaciones se basa en un acuerdo del 2 de diciembre de 1941 entre el Primer Ministro Tuka y el enviado alemán y SA Obergruppenfuhrer HE Ludin sobre las deportaciones (esto resultó en una ley de deportación en caso de pérdida de ciudadanía). El primer transporte de la llamada Acción David tuvo lugar desde Poprad el 25. marzo de 1942. Incluso antes de los 15 En mayo de 1942, cuando se discutía en el parlamento la ley constitucional sobre la deportación de judíos, 28 transportes con unas 28 000 personas ya salían de Eslovaquia. La parte eslovaca se comprometió con el Reich alemán a pagar 500 RM por cada judío deportado y entregar sus bienes al Reich. hasta el 20 de octubre de 1942, 29 transportes más partieron de Eslovaquia. En 1942 un total de 57 628 judíos fueron deportados de Eslovaquia. En 2000, la "Asociación Central de Judíos de Eslovaquia Alemania" demandó la devolución de esta cantidad y una indemnización por un total de 78 millones de euros. La demanda finalmente fue desestimada en enero de 2003 con el argumento de que la Asociación Central no podía ser considerada sucesora legal de los judíos asesinados.
4. Desde noviembre de 1942 hasta agosto de 1944 hubo un llamado "período de descanso":
Alrededor de 19 000 judíos todavía vivían en Eslovaquia, alrededor de 4000 de ellos en los campos de trabajo de Nováky, Sereď, Vyhne o en el llamado VI Batallón. Las personas sobrevivieron debido a varias excepciones para los judíos (excepciones presidenciales, excepciones de varios ministerios).
5. Desde septiembre de 1944 hasta el final de la guerra:
Durante el Levantamiento Nacional Eslovaco el 29. agosto hasta la supresión del 27. En octubre de 1944, la parte eslovaca derogó las leyes antijudías. Tras la ocupación de toda Eslovaquia por unidades alemanas en septiembre de 1944, comenzó la última fase de las deportaciones. Los ocupantes suspendieron las excepciones anteriores y se reanudaron los transportes a los campos de exterminio, que afectaron a unos 13 000 judíos más. Alrededor de 1000 personas fueron asesinadas directamente en Eslovaquia. Gracias a la ayuda de eslovacos individuales, alrededor de 10 000 judíos aún podrían salvarse en esta fase de la deportación huyendo o escondiéndose ilegalmente en el país.

## Período de posguerra

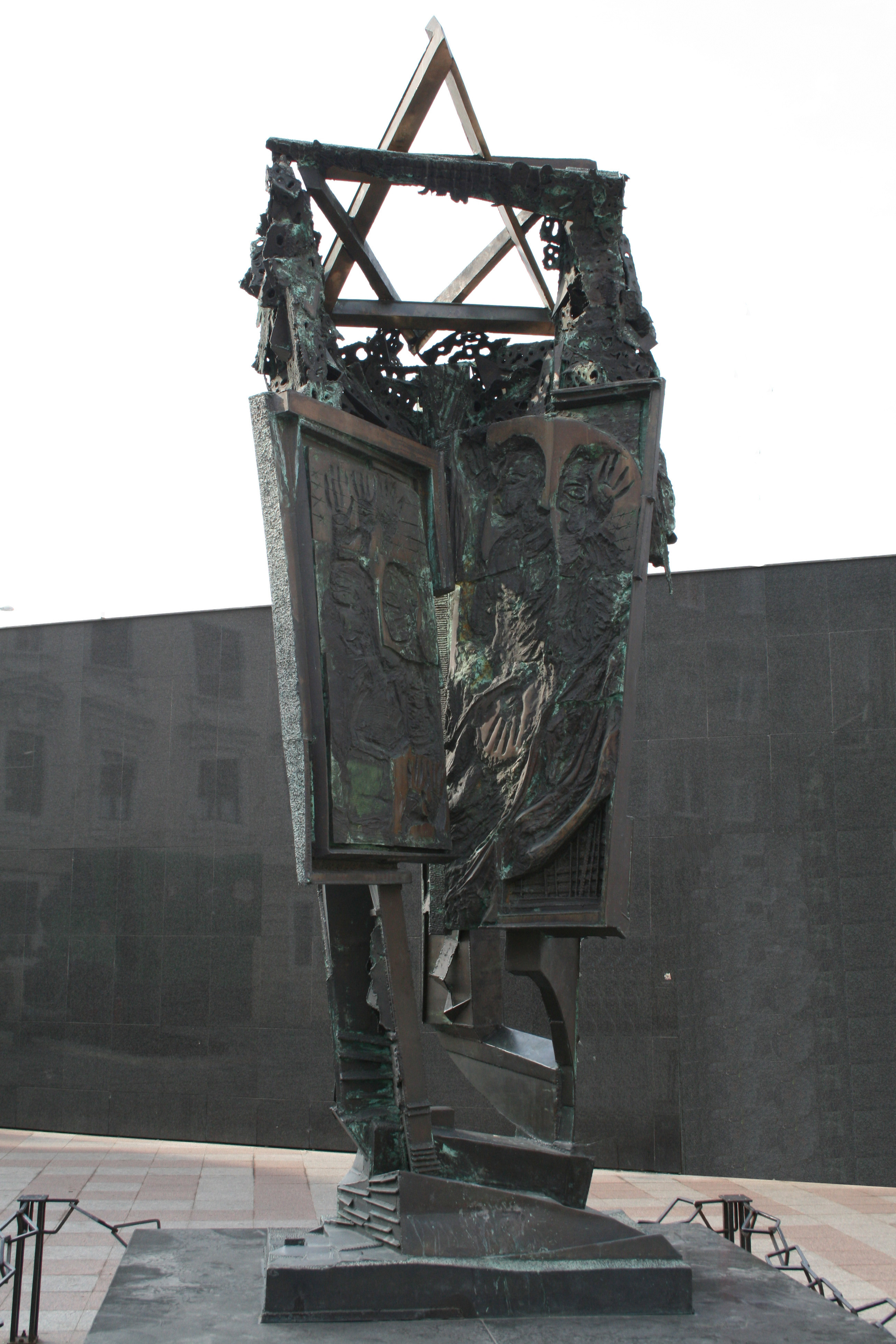
Monumento al Holocausto en el sitio de la antigua sinagoga de Bratislava, escultura de Milan Lukač

Gran parte de la historia de los judíos durante la época de persecución y deportación aún no ha sido procesada. El Holocausto fue considerado un tema tabú en Eslovaquia durante casi 70 años. Hubo silencio sobre su propia participación en el Holocausto, incluida la de la Iglesia Católica. El campo de trabajo de Sered era un cuartel antes de la guerra y reabrió como tal después de la guerra, donde generaciones de soldados recibieron su formación básica. Desde 1998 había una placa conmemorativa, pero no se mencionaba a los judíos. El primer memorial del Holocausto en Eslovaquia se inauguró en parte del área del cuartel en 2016. El Edificio N.º 1 trata sobre la participación de Eslovaquia en el Holocausto, el Edificio N.º 4 está dedicado a los judíos asesinados. La restauración de los barracones restantes está pendiente de financiación.
Después de la guerra, la propiedad no fue devuelta a la comunidad judía. Aquellos que fueron perseguidos durante la Segunda Guerra Mundial recibieron una compensación de la Conferencia de Reclamos Judíos pero no del estado.
A mediados de la década de 1990, se erigió una estatua de bronce de cinco metros de altura del artista eslovaco Milan Lukač en el sitio de la antigua sinagoga de Bratislava para conmemorar a los 70 000 judíos eslovacos deportados y asesinados. El 9 de septiembre de 2001 ha sido establecido por ley como “Día de la Memoria de las Víctimas del Holocausto y de la Violencia Racista”. Solo hay una comunidad judía muy pequeña en Eslovaquia. Después de los horrores de la guerra, la comunidad se redujo aún más en las décadas del régimen socialista real. Alrededor de 800 judíos viven en la capital, Bratislava (el mismo número que en el siglo XIV), existen otras comunidades judías en las otras grandes ciudades del país. Uno de los principales problemas es el envejecimiento. En 2011 se estableció un museo judío en Bratislava, cuya colección refleja la herencia judía del país desde la primera evidencia escrita en 1270 hasta la prohibición de todas las actividades en 1940.